# Paula Trueman
Paula Trueman (25 de abril de 1897 – 23 de marzo de 1994) fue una actriz estadounidense de cine, televisión y de teatro.

## Vida y carrera
Nació en 1897 en Nueva York. Era hija de Joseph y Eva (nacida Cohn) Trueman. Tenía dos hermanas, una gemelo, Natalie (Señora Sternberg), y una hermana mayor, Hannah (Señora Bottstein). Ellos crecieron en Manhattan. Paula atendió la Universidad Hunter antes de conseguir la admisión al Barrio Playhouse para estudiar danza. Su carrera en el teatro empezó con los revues Las Locuras de la Gran Calle  en 1924, y al final de aquel año ella hizo su debut dramático en La Pequeña Carreta de Arcilla. Ella también estuvo en el revue de 1930 Dulce y Abajo, el cual protagonizó Fannie Brice, George Jessel, y James Barton. También apareció en Beso y Decir, Para Amor o Dinero y Despierta, Darling en los años 40 y 50.
Su debut en una película fue en Delito Sin Pasión (1934). Más tarde ella interpretó el papel de "Sra. Fenty" en La leyendad de la ciudad sin nombre (1969) y "Abuelita Sarah" en El fuera de la ley (ambos con Clint Eastwood). Apareció en Annie Hall y Zelig (ambos de Woody Allen), Danza Sucia (1987), y también tuvo un papel no acreditado en Hechizo de luna. En 1978 ella interpretó a Maggie Flannigan en Todos Mis Niños. También apareció, aunque en menor medida, en la televisión.

## Muerte
Trueman murió de causas naturales en el Hospital de Nueva York en 1994 a los 96 años. Su marido murió en 1976. Se llamaba Harold Sterner y era un arquitecto, con el que se casó en 1936. Tuvo un hijastro, Michael Sterner.

## Filmografía
| Año  | Película                           | Función                       | Notas         |
| ---- | ---------------------------------- | ----------------------------- | ------------- |
| 1934 | Delito Sin Pasión                  | Buster Malloy                 | No acreditado |
| 1941 | Un pie en el cielo                 | Señorita Peabody              | No acreditado |
| 1969 | La leyenda de la ciudad sin nombre | Señora Fenty                  | ——————        |
| 1971 | Supergolpe en Manhattan            | Enfermera                     | ——————        |
| 1974 | Homebodies                         | Mattie                        | ——————        |
| 1975 | Las Mujeres de Stepford            | Señora de Vagón de bienvenida | ——————        |
| 1976 | El fuera de la ley                 | Abuelita Sarah                | ——————        |
| 1977 | Annie Hall                         | Desconocida de la calle       | ——————        |
| 1980 | No puede Parar la Música           | Señora pegadiza               | ——————        |
| 1982 | La Abuela Eléctrica                | Vieja Agatha                  | ——————        |
| 1983 | Zelig                              | Mujer del teléfono            | ——————        |
| 1984 | Grace Quigley                      | Dorothy Trugert               | ——————        |
| 1984 | Señora Soffel                      | Señora Stevenson              | ——————        |
| 1986 | Di sí                              | Mujer del bus                 | ——————        |
| 1986 | Coger el Día                       | Mujer #1                      | ——————        |
| 1987 | Dulce Lorena                       | Señora Falkman                | ——————        |
| 1987 | Danza sucia                        | Señora Schumacher             | ——————        |
| 1987 | Hechizo de Luna                    | Lucy                          | ——————        |